# Der treue Husar
Der treue Husar ist ein deutsches Lied, das auf verschiedene seit der Wende vom 18. zum 19. Jahrhundert bekannte Volksliedvorlagen zurückgeht. In seiner heute verbreiteten Form wird es seit den 1920er Jahren als Kölner Karnevalslied gesungen.

## Herkunft und Entstehung
Im Nachlass des in österreichischen Diensten stehenden Offiziers Caspar Josef Carl von Mylius (1749–1831) fand sich eine auf das Jahr 1781 datierte handgeschriebene Textfassung, die er aus Österreich nach Köln gebracht haben soll. Der Heimatforscher Peter Paul Trippen fand diesen Liedtext mit dem Textanfang „Es war einmal ein roter Husar“ 1929 auf. Diese Fassung ist die älteste derzeit bekannte. 1808 veröffentlichten Achim von Arnim und Clemens Brentano unter dem Titel Die gute Sieben eine Textvariante im dritten Band ihrer Sammlung Des Knaben Wunderhorn. Diese Textfassung hatte Achim von Arnim aus fünf verschiedenen Fassungen zusammengestellt, die von Bernhard Joseph Docen, Auguste Pattberg, Bettina von Arnim und zwei unbekannten Einsendern aufgezeichnet worden waren.
1816 wurde von Johann Gustav Gottlieb Büsching erstmals eine Melodie zu dem Lied veröffentlicht, die von Carl Hohnbaum in Franken aufgezeichnet worden war, aber mit der heute verbreiteten Musik nicht übereinstimmt. In den Münsterischen Geschichten findet sich 1825 eine dem heute verbreiteten Text ähnliche Fassung. Hoffmann von Fallersleben nahm in seine Schlesische Volkslieder 1842 drei Textfassungen und zwei Melodien auf. Ludwig Erk veröffentlichte 1856 in der Erstausgabe des Deutschen Liederhorts drei verschiedene Fassungen des Liedes. Johann Lewalter veröffentlichte das Lied 1891 mit einer anderen Melodie, die in Rengershausen aufgezeichnet wurde. In der 1893 von Franz Magnus Böhme bearbeiteten Fassung der Sammlung finden sich insgesamt sieben Text- und fünf Melodiefassungen. Eine weitere Fassung aus Ottweiler veröffentlichten Carl Köhler und John Meier 1896. Die Volksliedsammlerin Elizabeth Marriage verweist 1902 auf die weite Verbreitung des Liedes und erwähnt, der Held – in ihrer Textfassung „ein junger Husar“ – erscheine „meist als ‚ein feiner Knab’‘, auch junger Knab’, braver Soldat, roter Husar“. In den Zupfgeigenhansl fand das Lied nach 1911 in der Textfassung War einst ein bayrischer Husar Aufnahme.

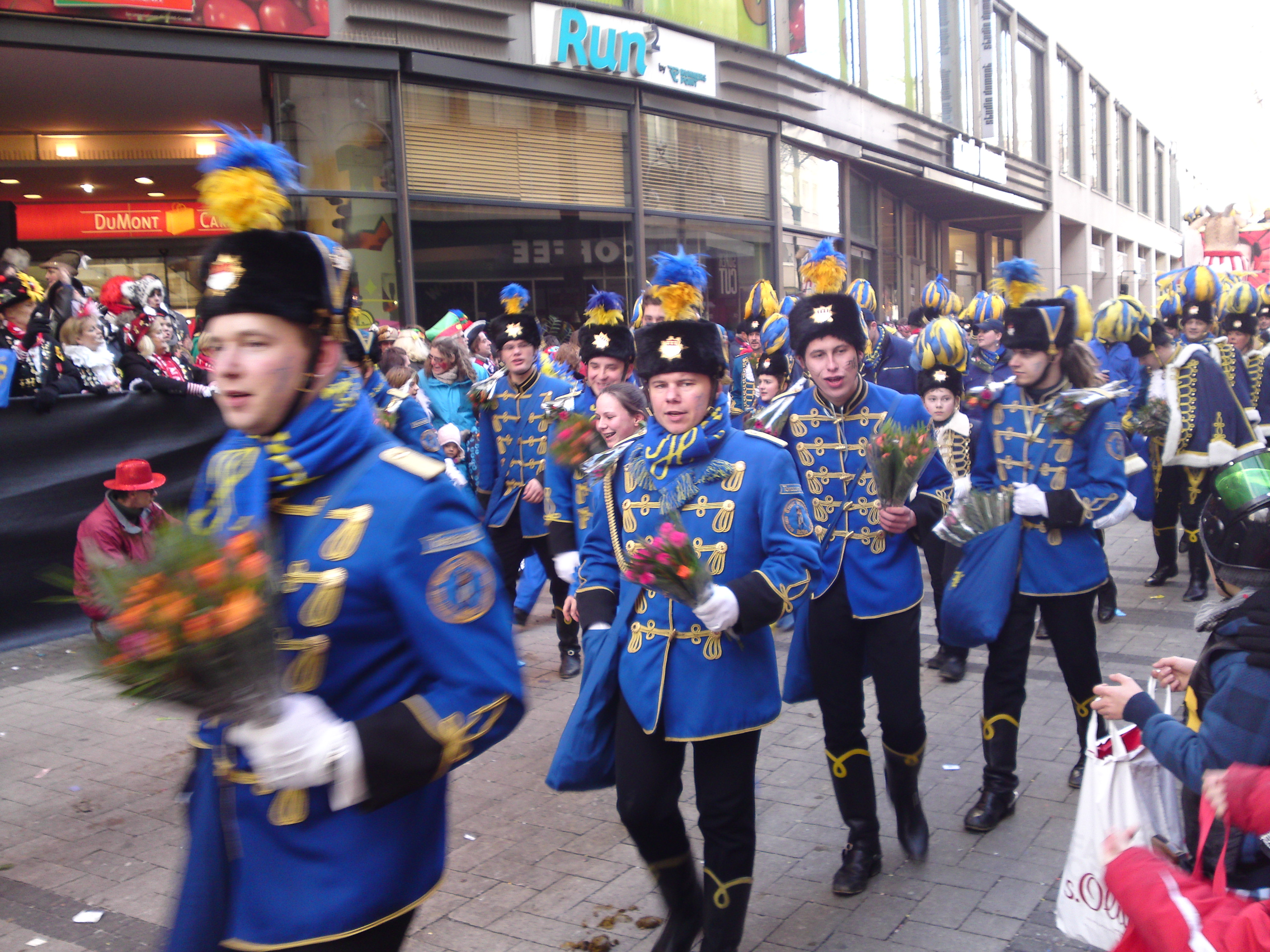
KG Treuer Husar blau-gelb beim Kölner Rosenmontagszug

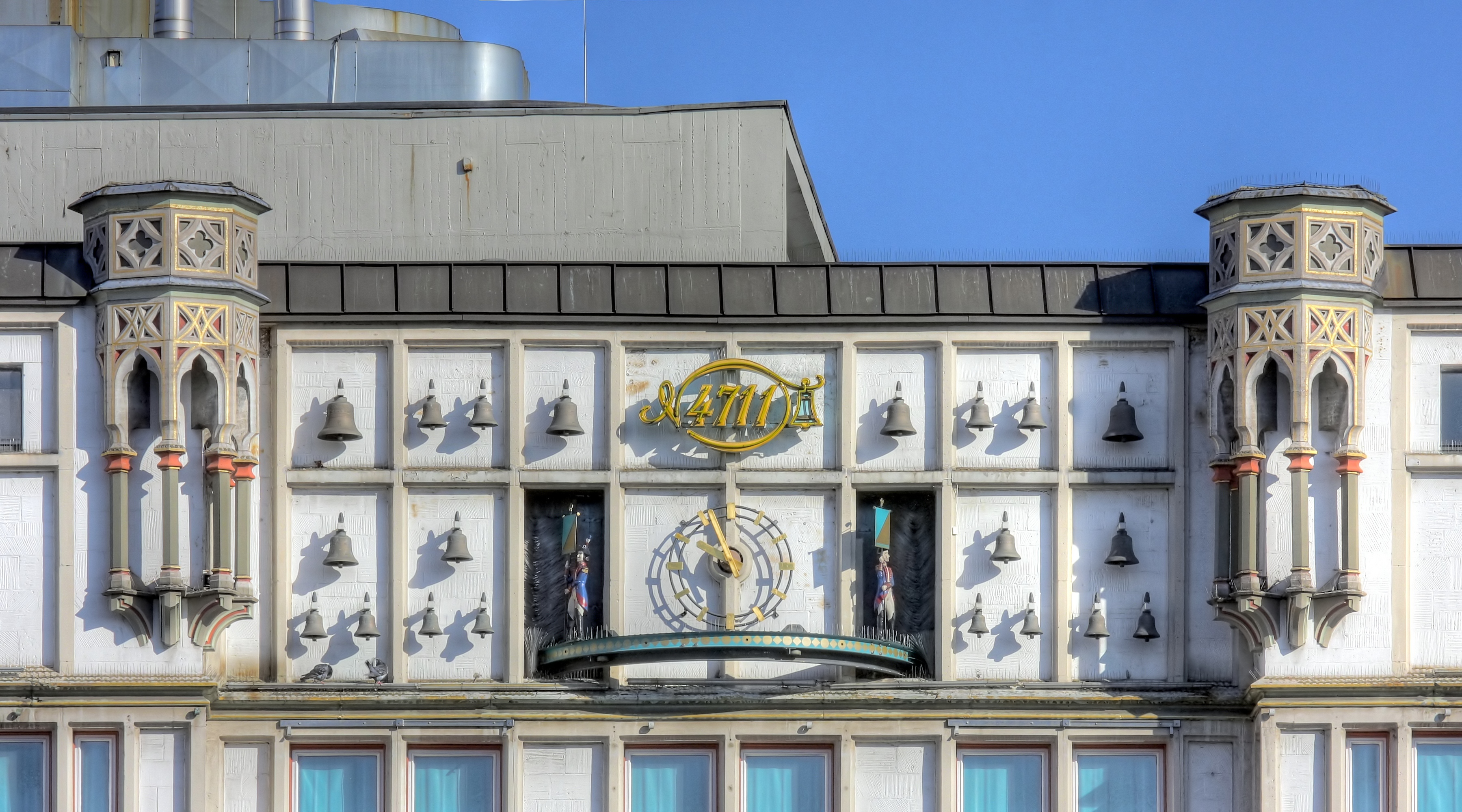
Glockenspiel am 4711-Haus, Glockengasse, Köln

Die heute verbreitete Liedfassung wurde von dem Kölner Karnevalskomponisten und früheren Militärkapellmeister Heinrich Frantzen (1880–1953) als Marschlied komponiert. Der Kölner Musikverlag Gustav Gerdes OHG (jetzt Teil der Musikverlage Hans Gerig in Bergisch Gladbach) veröffentlichte das Lied 1924. Die Karnevalsgesellschaft Treuer Husar nimmt für sich in Anspruch, dass der Marsch zu deren Gründung 1925 komponiert worden sei. Wohl erst seit diesem Zeitpunkt ist das Lied mit dem Karneval assoziiert; noch in den 1890er Jahren war es als Karnevalslied völlig unbekannt. Das Lied wurde zu einer „Nationalhymne der Kölner“, obwohl es im Grunde weder mit Köln noch mit dem Karneval etwas zu tun hat. Ursprünglich war nur der refrainartige Teil des Stückes mit dem Volksliedtext unterlegt. Welche Textfassung Frantzen als Vorlage diente, ist nicht bekannt. Die Musik stimmt mit keiner der im 19. Jahrhundert zu dem Text veröffentlichten Melodien überein. Allerdings ist die Melodie notengetreu, nur im 3/4-Takt stehend, zu dem Bänkellied Ich ging einmal für mich allein überliefert. Unklar ist, ob Frantzen die Melodie, die er im Alla-breve-Takt zitierte, zu dem Husaren-Text vorfand oder sie selbst mit dem Text unterlegte. Die Anmerkung in einer Notenausgabe des Originalverlags lautet: „Dieses ist die einzige populäre und geschützte Fassung des ‚treuen Husaren‘ mit der zusätzlichen Komposition von Heinrich Frantzen“. Joseph „Jupp“ Frantzen, der Sohn des Komponisten, schuf nachträglich den weiteren Text der Strophen. Der treue Husar ist eines der Lieder, die stündlich im Wechsel von dem Glockenspiel gespielt werden, das seit 1969 im 4711-Stammhaus in der Kölner Glockengasse installiert ist.
Einen weiteren Karnevalsmarsch mit diesem Titel schuf 1928 Fritz Hannemann (1868–1938), der sich aber gegen die Fassung von Frantzen nicht durchsetzte. Hannemann verarbeitete das Lied 1931 auch in seiner Revue D’r treue Husar.

## Inhalt
Die traurig-schöne Ballade handelt von einem Soldaten oder – je nach Textfassung – jungen Knaben, der von seiner Geliebten getrennt wird und erst zu ihr zurückkehren kann, als diese bereits sterbenskrank auf dem Totenbett liegt. Während die ersten Strophen in den meisten Fassungen weitgehend übereinstimmen, gibt es in den weiteren Strophen starke Abweichungen. Da heutzutage fast immer nur die erste Strophe gesungen wird, wird die traurige Liebesgeschichte meist gar nicht wahrgenommen.

## Text und Melodie
1. Es war einmal ein treuer Husar,

Der liebt’ sein Mädchen ein ganzes Jahr,

|: Ein ganzes Jahr und noch viel mehr,

   Die Liebe nahm kein Ende mehr. :|

2. Der Knab’ der fuhr ins fremde Land,

Derweil ward ihm sein Mädchen krank,

|: Sie ward so krank bis auf den Tod,

   Drei Tag, drei Nacht sprach sie kein Wort. :|

3. Und als der Knab’ die Botschaft kriegt,

Daß sein Herzlieb am Sterben liegt,

|: Verließ er gleich sein Hab und Gut,

   Wollt seh’n, was sein Herzliebchen tut. :|

4. Ach Mutter bring’ geschwind ein Licht,

Mein Liebchen stirbt, ich seh’ es nicht,

|: Das war fürwahr ein treuer Husar,

   Der liebt’ sein Mädchen ein ganzes Jahr. :|

5. Und als er zum Herzliebchen kam,

Ganz leise gab sie ihm die Hand,

|: Die ganze Hand und noch viel mehr,

   Die Liebe nahm kein Ende mehr. :|

6. „Grüß Gott, grüß Gott, Herzliebste mein!

Was machst du hier im Bett allein?“

|: „Hab dank, hab Dank, mein treuer Knab'!

   Mit mir wird’s heißen bald: ins Grab!“ :|

7. „Grüß Gott, grüß Gott, mein feiner Knab.

Mit mir wills gehen ins kühle Grab.“

|: „Ach nein, ach nein, mein liebes Kind,

   Dieweil wir so Verliebte sind.“ :|

8. „Ach nein, ach nein, nicht so geschwind,

Dieweil wir zwei Verliebte sind;

|: Ach nein, ach nein, Herzliebste mein,

   Die Lieb und Treu muß länger sein.“ :|

9. Er nahm sie gleich in seinen Arm,

Da war sie kalt und nimmer warm;

|: „Geschwind, geschwind bringt mir ein Licht!

   Sonst stirbt mein Schatz, daß’s niemand sicht.“ :|

10. Und als das Mägdlein gestorben war,

Da legt er’s auf die Totenbahr.

|: Wo krieg ich nun sechs junge Knab’n,

   Die mein Herzlieb zu Grabe trag’n? :|

11. Wo kriegen wir sechs Träger her?

Sechs Bauernbuben die sind so schwer.

|: Sechs brave Husaren müssen es sein,

   Die tragen mein Herzliebchen heim. :|

12. Jetzt muß ich tragen ein schwarzes Kleid,

Das ist für mich ein großes Leid,

|: Ein großes Leid und noch viel mehr,

   Die Trauer nimmt kein Ende mehr. :|

## Wirkung und Bearbeitungen
Ein unbekannt gebliebener deutscher Film mit dem Titel Der treue Husar kam am 17. April 1954 in die Kinos, Regie führte Rudolf Schündler.
Das Lied ist unter anderem aus der Schlussszene von Stanley Kubricks Film Wege zum Ruhm aus dem Jahre 1957 bekannt, in der eine deutsche Kabarettsängerin, gespielt von Kubricks späterer Frau Christiane, dieses Lied vor französischen Soldaten singt und mit ihrer schlichten, an Küchenlieder angelehnten Singweise starke Gefühle unter ihnen erzeugt. Dies erinnert an ähnliche Begebenheiten, die aus dem Zweiten Weltkrieg in Zusammenhang mit dem Lied Lili Marleen berichtet werden. In der Romanvorlage (1935) von Humphrey Cobb ist die Szene nicht enthalten.
Unter dem Titel The Faithful Hussar erschienen mehrere US-amerikanische Pop-Versionen, u. a. von Louis Armstrong (Juni 1956) und Vera Lynn (Mai 1957). Armstrong spielte den Song am 15. Februar 1959 bei seinem Auftritt in Stuttgart mit der Besetzung Louis Armstrong (Trompete), Trummy Young (Posaune), Peanuts Hucko (Klarinette), Billy Kyle (Piano), Mort Herbert (Bass) und Danny Barcelona (Schlagzeug).
Das Lied wurde auch im französischen Fernsehfilm Le chien (Der Hund) von Elke Sommer gesungen. Die Textfassung ist abweichend:
1. Es war einmal ein treuer Husar,

Der liebt’ sein Mädel ein ganzes Jahr,

|: Ein ganzes Jahr und noch viel mehr,

   Die Liebe nahm kein Ende mehr. :|

2. D’rum weine nicht und denk an mich,

D’rum weine nicht wenn’s Herz auch bricht,

|: Ich bin allein’ genau wie Du,

   Und sing mein Lied genau wie Du. :|

4. Und zog hinaus der treue Husar,

Zog weit ins Land wo Krieg schon war,

|: Dacht an sein Lied im Abendrot,

   Der Mond kam aus und er war tot. :|

2. D’rum weine nicht und denk an mich,

D’rum weine nicht wenn’s Herz auch bricht,

|: Ich bin allein’ genau wie Du,

   Und sing mein Lied genau wie Du. :|